# Mastixiodendron plectocarpum
Espèce
Statut de conservation UICN

 NT  : Quasi menacé
Mastixiodendron plectocarpum est une espèce de plantes de la famille des Rubiaceae.

## Publication originale
- Journal of the Arnold Arboretum 58: 370. 1977.